# Ор (Арденны)
Ор (фр. Aure) — коммуна во Франции, находится в регионе Шампань — Арденны. Департамент коммуны — Арденны. Входит в состав кантона Монтуа. Округ коммуны — Вузье.
Код INSEE коммуны — 08031.
Коммуна расположена приблизительно в 175 км к востоку от Парижа, в 45 км северо-восточнее Шалон-ан-Шампани, в 60 км к югу от Шарлевиль-Мезьера.

## Население
Население коммуны на 2008 год составляло 56 человек.
| 1962 | 1968 | 1975 | 1982 | 1990 | 1999 | 2008 |
| ---- | ---- | ---- | ---- | ---- | ---- | ---- |
| 76   | 89   | 74   | 66   | 56   | 46   | 56   |

## Экономика

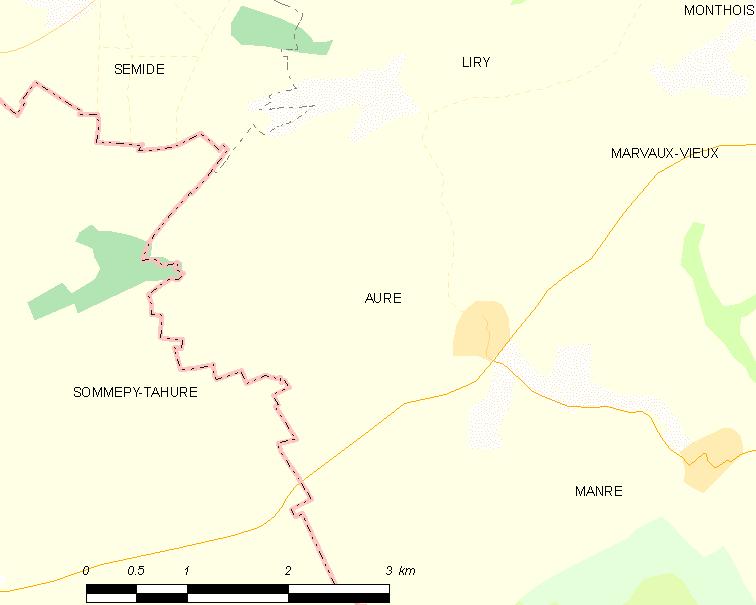
Карта коммуны

В 2007 году среди 33 человек в трудоспособном возрасте (15—64 лет) 26 были экономически активными, 7 — неактивными (показатель активности — 78,8 %, в 1999 году было 62,1 %). Из 26 активных работали 22 человека (15 мужчин и 7 женщин), безработными были 4 женщины. Среди 7 неактивных 2 человека были учениками или студентами, 1 — пенсионером, 4 были неактивными по другим причинам.

## Награды
- Военный крест (1914—1918). Указ от 1 марта 1921 года.